# WW (album)
WW – piąty album studyjny norweskiej grupy muzycznej Gehenna. Wydawnictwo ukazało się 23 marca 2005 roku nakładem wytwórni muzycznej Moonfog Productions. Nagrania zostały zarejestrowane w Steel Production Studios oraz Realnoise Studios pomiędzy lipcem 2003 a sierpnia 2004 roku. Miksowanie w sierpniu 2004 roku w Realnoise Studios wykonał Sigurd "Satyr" Wongraven - lider zespołu Satyricon. Z kolei mastering w Living Room wykonali Espen Berg oraz Wongraven. Partie perkusji zarejestrował muzyk sesyjny - Kjetil-Vidar "Frost" Haraldstad.

## Lista utworów
Opracowano na podstawie materiału źródłowego.
1. "Grenade Prayer" - 03:50
2. "Death to Them All" - 03:46
3. "New Blood" - 03:26
4. "Flames of the Pit" - 04:17
5. "Silence the Earth" - 04:24
6. "Werewolf" - 06:19
7. "Abattoir" - 03:57
8. "Pallbearer" - 06:45

## Twórcy
Opracowano na podstawie materiału źródłowego.

- Steffen "Dolgar" Simestad - wokal prowadzący, gitara basowa
- Morten "Sanrabb" Furuly - gitara rytmiczna, gitara prowadząca
- Frode "Amok" Clausen - gitara rytmiczna, gitara prowadząca
- Kjetil-Vidar "Frost" Haraldstad - perkusja, instrumenty perkusyjne
- Sigurd "Satyr" Wongraven - miksowanie, mastering
- Svein Solberg - inżynieria dźwięku
- Arvid Tjelta - inżynieria dźwięku
- Espen Berg - mastering
- Halvor Bodin - dizajn
- S. Kristiansen - zdjęcia

## Wydania
| Rok  | Nr katalogowy | Format | Wydawca             | Region          | Źródło |
| ---- | ------------- | ------ | ------------------- | --------------- | ------ |
| 2005 | FOG 036       | CD     | Moonfog Productions | Norwegia        | [ 3 ]  |
| 2011 | CDVILED323    | CD     | Peaceville Records  | Wielka Brytania | [ 3 ]  |